# Баю-Блу (Луїзіана)
Баю-Блу (англ. Bayou Blue) — переписна місцевість (CDP) в США, в округах Лафурш і Террбонн штату Луїзіана. Населення — 13 352 особи (2020).

## Географія
Баю-Блу розташований за координатами 29°37′57″ пн. ш. 90°40′8″ зх. д. / 29.63250° пн. ш. 90.66889° зх. д. (29.632526, -90.668843).  За даними Бюро перепису населення США в 2010 році переписна місцевість мала площу 60,92 км², з яких 60,25 км² — суходіл та 0,67 км² — водойми.

## Демографія
Згідно з переписом 2010 року, у переписній місцевості мешкали 12 352 особи в 4232 домогосподарствах у складі 3271 родини. Густота населення становила 203 особи/км².  Було 4514 помешкання (74/км²).
Расовий склад населення:
| - 81,1 % — білих - 7,4 % — чорних або афроамериканців - 5,7 % — корінних американців - 0,3 % — азіатів - 2,9 % — осіб інших рас |

До двох чи більше рас належало 2,6 %. Частка іспаномовних становила 5,2 % від усіх жителів.
За віковим діапазоном населення розподілялося таким чином: 28,6 % — особи молодші 18 років, 63,7 % — особи у віці 18—64 років, 7,7 % — особи у віці 65 років та старші. Медіана віку мешканця становила 31,6 року. На 100 осіб жіночої статі у переписній місцевості припадало 98,1 чоловіків;  на 100 жінок у віці від 18 років та старших — 96,8 чоловіків також старших 18 років.
Середній дохід на одне домашнє господарство  становив 68 801 долар США (медіана — 55 543), а середній дохід на одну сім'ю — 77 696 доларів (медіана — 63 614). Медіана доходів становила 60 821 долар для чоловіків та 25 424 долари для жінок. За межею бідності перебувало 16,2 % осіб, у тому числі 25,8 % дітей у віці до 18 років та 8,4 % осіб у віці 65 років та старших.
Цивільне працевлаштоване населення становило 5397 осіб. Основні галузі зайнятості: освіта, охорона здоров'я та соціальна допомога — 16,3 %, сільське господарство, лісництво, риболовля — 14,0 %, роздрібна торгівля — 12,8 %.